# اندی جیمسون
اندی جیمسون (انگلیسی: Andy Jameson؛ زادهٔ ۱۹ فوریهٔ ۱۹۶۵) شناگر اهل بریتانیا بود.
وی در مسابقات کشوری و بین‌المللی در مجموع برندهٔ ۴ مدال طلا، ۳ مدال نقره، ۴ مدال برنز شده‌است.